# Меса Верде (национален парк)
Националният парк Меса Верде (на английски: Mesa Verde National Park) е национален парк в САЩ, щата Колорадо, включен в Списъка на световното културно и природно наследство на ЮНЕСКО. Паркът се разпростира на площ от 211 km2 и е известен най-вече с няколкото места с каменни жилища на индианското племе анасази, построени около 1200 г. Меса Верде на испански означава зелено плато (буквално зелена маса). Височината му е от 1900 до 2600 m. Жилищата са открити през втората половина на XIX век, но след няколко вандализми, президент Теодор Рузвелт решава да защити териториите като ги обяви за национален парк през 1906 година.
Съществуват голям брой скални жилища, запазени сравнително добре. Тези жилища са построени в плитки пещери в скалите, защитени от тях, труднодостъпни, по продължение на скалните стени. Конструкцията е предимно от блокове от пясъчници, слепени помежду си с помощта на кирпична смес. Този вид конструкции имат много подобни елементи, които са типични за архитектурните форми на народа пуебло, но също така и уникални в зависимост от топографията. Стаите са малки и прозорците обикновено са във формата на буквата T.